# 名鉄クリーニング
株式会社名鉄クリーニング（かぶしきがいしゃめいてつクリーニング）は、日本の株式会社。
愛知県で個人・法人向けにクリーニング事業を行っており、衣服や布団など、幅広いクリーニングに対応している。

## 沿革
- 1956年（昭和31年）3月 - 会社創立（資本金1,000万円）[1]
- 2002年（平成14年）11月 - 直営店（本社店）開店[1]
- 2003年（平成15年）3月 - 株式会社名鉄メンテナンスを吸収合併[1]
- 2021年（令和3年）4月 - 株式会社名鉄美装を吸収合併[1]
- 2021年（令和3年）7月 - 集配クリ－ニング開始[1]

## 事業内容
クリーニング
- リネンサプライ[1]
- 法人向けクリーニング[1]
- 個人向けクリーニング[1]

環境サービス
- ホテル客室清掃[1]
- 建物清掃[1]
- 環境衛生管理[1]
- オフィス・マンション清掃[1]

空港グランドハンドリング
- 航空機機内クリーニング[1]